# Emily Armstrong
Emily Marcia Armstrong (Los Angeles, 6 maggio 1986) è una cantautrice statunitense.
Co-fondatrice dei Dead Sara, si è unita ai Linkin Park come nuova cantante nel settembre 2024, dopo la morte del cantante Chester Bennington nel 2017.

## Biografia

### Primi anni
I suoi genitori sono membri importanti della Chiesa di Scientology e lei è stata cresciuta come una Scientologist. Ha iniziato a scrivere canzoni e a suonare la chitarra all'età di 11 anni e a cantare a 15 anni. Poco tempo dopo ha abbandonato la scuola superiore per dedicarsi a tempo pieno alla musica, definendola anni più tardi come l'unica cosa che la manteneva motivata nella vita.
Nel 2002 Armstrong iniziò a suonare con la chitarrista Siouxsie Medley, che incontrò tramite un amico comune. Avevano gusti musicali simili; sia Medley che Armstrong erano influenzati da Nirvana e L7, tra gli altri, e dagli artisti folk e blues degli anni sessanta e settanta e dalle band rock classiche come Led Zeppelin, Stevie Nicks, Joni Mitchell e Fleetwood Mac. Come cantautrice, Armstrong è stata notevolmente influenzata dal folk rock. Il suo interesse per le accordature aperte e alternative, come quelle utilizzate da Mitchell, ha dato origine a quello che Guitar World ha definito il suono caratteristico dei Dead Sara. Come artista, è stata influenzata da artisti tra cui Iggy Pop e Janis Joplin.

### Dead Sara
Inizialmente conosciuti come Epiphany, i Dead Sara si esibirono per la prima volta al nightclub The Mint di Los Angeles nel marzo 2005. Oltre a cantare, Armstrong suonava il basso. Hanno fatto un tour per la prima volta nel 2007 e nel 2010 hanno fondato la loro etichetta indipendente, la Pocket Kid Records, pubblicando il loro album di debutto, Dead Sara nel 2012. Il primo singolo estratto dall'album, Weatherman, fu un successo indie rock. Dopo l'uscita dell'album, oltre a suonare come band di supporto negli Stati Uniti e in Europa per artisti tra cui i Muse, i Dead Sara sono stati presenti nel Warped Tour.
Il secondo album dei Dead Sara, Pleasure to Meet You, e un EP di 4 canzoni, Covers, uscirono anch'essi con la Pocket Kid; tra le cover figurano due versioni di Heart-Shaped Box dei Nirvana, Killing in the Name dei Rage Against the Machine e Ask the Angels di Patti Smith. Nel 2018 l'EP Temporary Things Taking Up Space viene pubblicato con la Atlantic. Hanno registrato il loro terzo album, Ain't It Tragic, durante il lockdown dovuto al COVID-19 poi pubblicato dalla Warner Records nel 2021.

### Linkin Park
Il 5 settembre 2024 viene rivelato che Armstrong si era unita ai Linkin Park come nuova cantante principale del gruppo, debuttando in un evento trasmesso in live streaming lo stesso giorno. La trasmissione in diretta includeva l'esecuzione di The Emptiness Machine, singolo di lancio dell'ottavo album From Zero uscito due mesi più tardi.
Il primo concerto pubblico dei Linkin Park con Armstrong ha avuto luogo l'11 settembre 2024 presso il Kia Forum di Los Angeles. In una recensione sul Los Angeles Times, Steve Appleford ha scritto che al pari di «Bennington, Armstrong è capace sia di melodie ricche che di voci laceranti, che si adattano naturalmente alle sonorità consolidato dei Linkin Park»; la recensione di Chris Willman su Variety ha invece evidenziato come il pubblico stimato di 17 000 persone ha «chiaramente segnalato il proprio assenso al suo ingresso nel gruppo con un boato costante che corrispondeva più o meno a quello che stava emettendo».

### Altre attività
Armstrong ricevette molta attenzione come cantante già prima che uscisse l'album di debutto dei Dead Sara. Notando il suo «suono forte e urgente», Grace Slick ha detto che Armstrong era una cantante che ammirava in un'intervista con The Wall Street Journal nel 2011, mentre Courtney Love ha portato Armstrong a New York per cantare nell'album del 2010 delle Hole Nobody's Daughter.
Ha registrato e si è esibita dal vivo con artisti tra cui gli Offspring, Beck, Demi Lovato, Awolnation e Robby Krieger dei Doors.

## Vita privata
Armstrong si identifica come queer. Nel 2016 ha avuto una relazione con la modella Kate Harrison.

## Discografia

### Con i Dead Sara
- 2012 – Dead Sara
- 2015 – Pleasure to Meet You
- 2021 – Ain't It Tragic

### Con i Linkin Park
- 2024 – From Zero